# Sue Reeve
Sue Reeve (eigentlich Susan Diane Reeve, geb. Scott; * 17. September 1951 in Birmingham) ist eine ehemalige britische Weitspringerin, Fünfkämpferin und Hürdenläuferin.
Bei den Olympischen Spielen 1968 in Mexiko-Stadt kam sie im Fünfkampf auf den zehnten Platz.
1969 gewann sie bei den Europäischen Hallenspielen in Belgrad Silber im Weitsprung und wurde bei den Europameisterschaften in Athen Siebte im Fünfkampf.
Bei den British Commonwealth Games 1970 in Edinburgh wurde sie für England startend Fünfte im Fünfkampf und Sechste über 100 Meter Hürden.
Im Weitsprung wurde sie bei den Olympischen Spielen 1976 in Montreal Neunte und bei den Halleneuropameisterschaften 1977 in San Sebastián Sechste. 1978 gewann sie Bronze bei den Halleneuropameisterschaften in Mailand, siegte bei den Commonwealth Games in Edmonton und wurde Sechste bei den Europameisterschaften in Prag.
Beim Weitsprung der Olympischen Spiele 1980 in Moskau belegte sie den zehnten Platz.
Dreimal wurde sie im Weitsprung Englische Meisterin (1976, 1977, 1980), einmal Französische Meisterin (1976) und viermal Englische Hallenmeisterin (1969, 1976–1978).

## Persönliche Bestleistungen
- 100 m Hürden: 13,75 s, 21. Juni 1970, Edinburgh
- Weitsprung: 6,69 m, 10. Juni 1979, Fürth
  - Halle: 6,53 m
- Fünfkampf: 4786 Punkte, 16. Oktober 1968, Mexiko-Stadt